# Matthew Highmore
Matthew Highmore, född 27 februari 1996, är en kanadensisk professionell ishockeyforward som spelar för Vancouver Canucks i NHL.
Han har tidigare spelat på NHL-nivå för Chicago Blackhawks och på lägre nivåer för Rockford Icehogs i AHL och Saint John Sea Dogs i LHJMQ.
Highmore blev aldrig draftad.

## Statistik
| 2010–2011    | Dartmouth Ice Dawgs     | NSMMHL       | 35  | 13 | 14  | 27  | 14  | 9  | 1  | 4  | 5  | 4  |
| 2011–2012    | Dartmouth Major Midgets | NSMMHL       | 25  | 13 | 13  | 26  | 42  | 16 | 3  | 8  | 11 | 18 |
| 2012–2013    | Saint John Sea Dogs     | LHJMQ        | 30  | 4  | 5   | 9   | 26  | 4  | 0  | 0  | 0  | 8  |
| 2013–2014    | Saint John Sea Dogs     | LHJMQ        | 68  | 19 | 31  | 50  | 62  | —  | —  | —  | —  | —  |
| 2014–2015    | Saint John Sea Dogs     | LHJMQ        | 62  | 11 | 13  | 24  | 60  | 5  | 0  | 1  | 1  | 6  |
| 2015–2016    | Saint John Sea Dogs     | LHJMQ        | 65  | 22 | 53  | 75  | 38  | 17 | 9  | 11 | 20 | 12 |
| 2016–2017    | Saint John Sea Dogs     | LHJMQ        | 64  | 34 | 55  | 89  | 46  | 18 | 6  | 18 | 24 | 14 |
| 2017–2018    | Chicago Blackhawks      | NHL          | 1   | 0  | 0   | 0   | 0   | —  | —  | —  | —  | —  |
|              | Rockford Icehogs        | AHL          | 56  | 21 | 14  | 35  | 22  | —  | —  | —  | —  | —  |
| NHL totalt   | NHL totalt              | NHL totalt   | 1   | 0  | 0   | 0   | 0   | —  | —  | —  | —  | —  |
| AHL totalt   | AHL totalt              | AHL totalt   | 56  | 21 | 14  | 35  | 22  | —  | —  | —  | —  | —  |
| LHJMQ totalt | LHJMQ totalt            | LHJMQ totalt | 289 | 90 | 157 | 247 | 232 | 44 | 15 | 30 | 45 | 40 |